# Illa Rowley
L'illa Rowley (en anglès: Rowley Island) és una de les illes que formen part de l'Arxipèlag Àrtic Canadenc, a la regió de Qikiqtaaluk, del territori de Nunavut, al nord del Canadà. Situada a la conca de Foxe, és una illa deshabitada, que es troba prop de la costa de l'illa de Baffin. Té una superfície de 1.090 km². L'illa acull una base no habitada de la Distant Early Warning Line, o línia DEW, anomenada FOX-11.
Rep el nom en honor de Graham Westbrook Rowley, explorador de l'Àrtida.